# We Are Your Friends
We Are Your Friends is een nummer van het Franse duo Justice uit 2006.
Het nummer is een remix van het nummer "Never Be Alone" van de Britse band Simian, die de mannen van Justice hadden gemaakt voor een remix-wedstrijd van een Parijs radiostation. Door die remix werden ze gecontracteerd bij Ed Banger records (die bracht de remix ook uit) en werd de remix een hit in de clubs en op het internet. De remix werd in 2004 opnieuw uitgebracht onder het label International DeeJay Gigolo Records van DJ Hell en daarna werd het uiteindelijk in de zomer van 2006 uitgebracht in Groot-Brittannië, onder de naam "We Are Your Friends". De remix behaalde een bescheiden 20e positie in Groot-Brittannië. Verder wist het nergens hitlijsten te behalen, maar werd het in Europa wel door sommige radiostations veel gedraaid, voornamelijk stations die veel alternatieve muziek draaien zoals het Nederlandse 3FM en het Vlaamse Studio Brussel.
De film We Are Your Friends uit 2015 ontleent haar titel aan dit nummer.